# Toyota Fortuner
Toyota Fortuner – sportowo-użytkowy samochód osobowy produkowany od roku 2005 przez japońską firmę Toyota w oparciu o model Hilux. Dostępny wyłącznie jako 5-drzwiowy SUV. Od 2015 roku jest produkowana druga generacja modelu.

## Pierwsza generacja

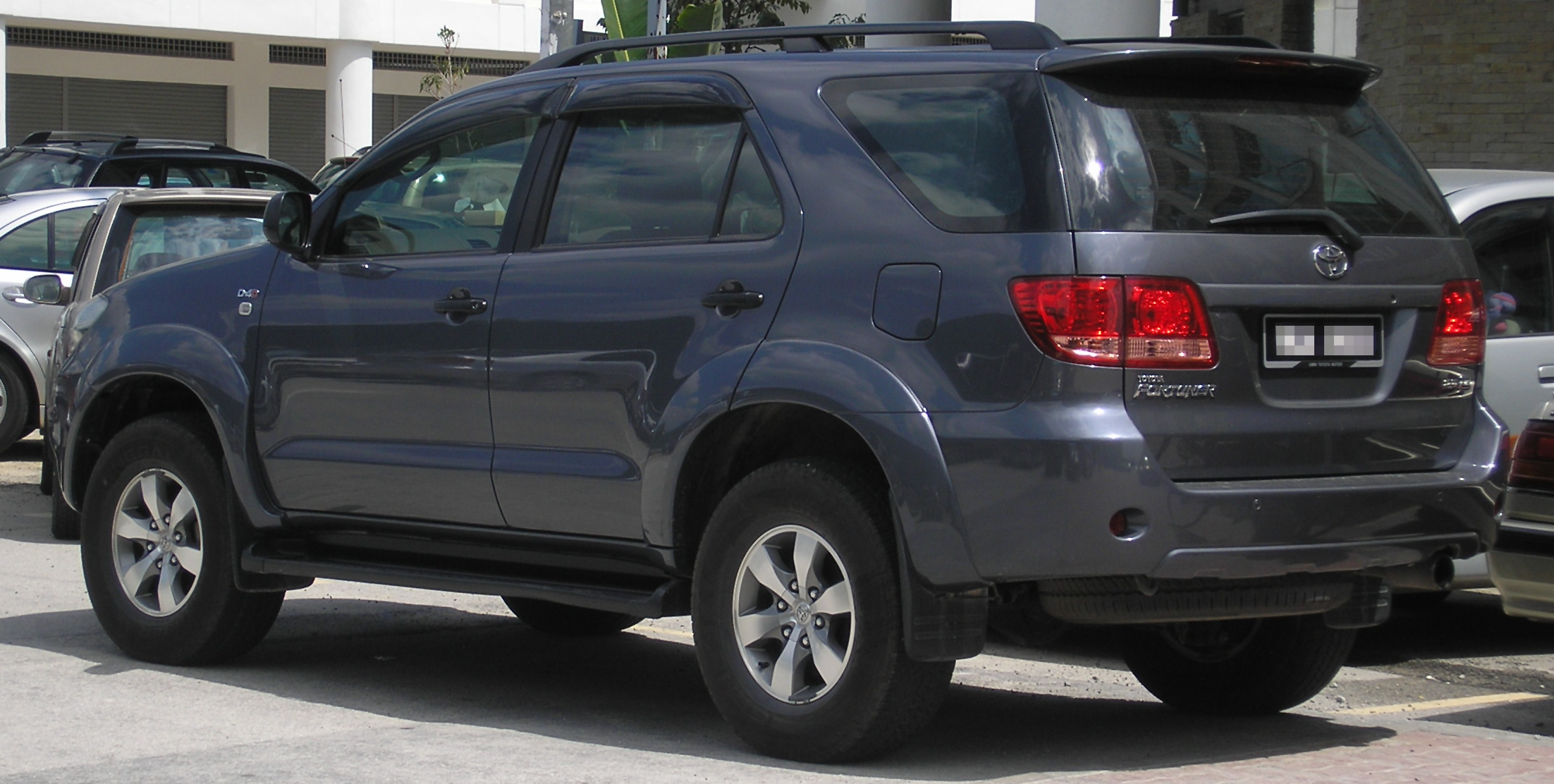
Toyota Fortuner I – tył przed liftingiem

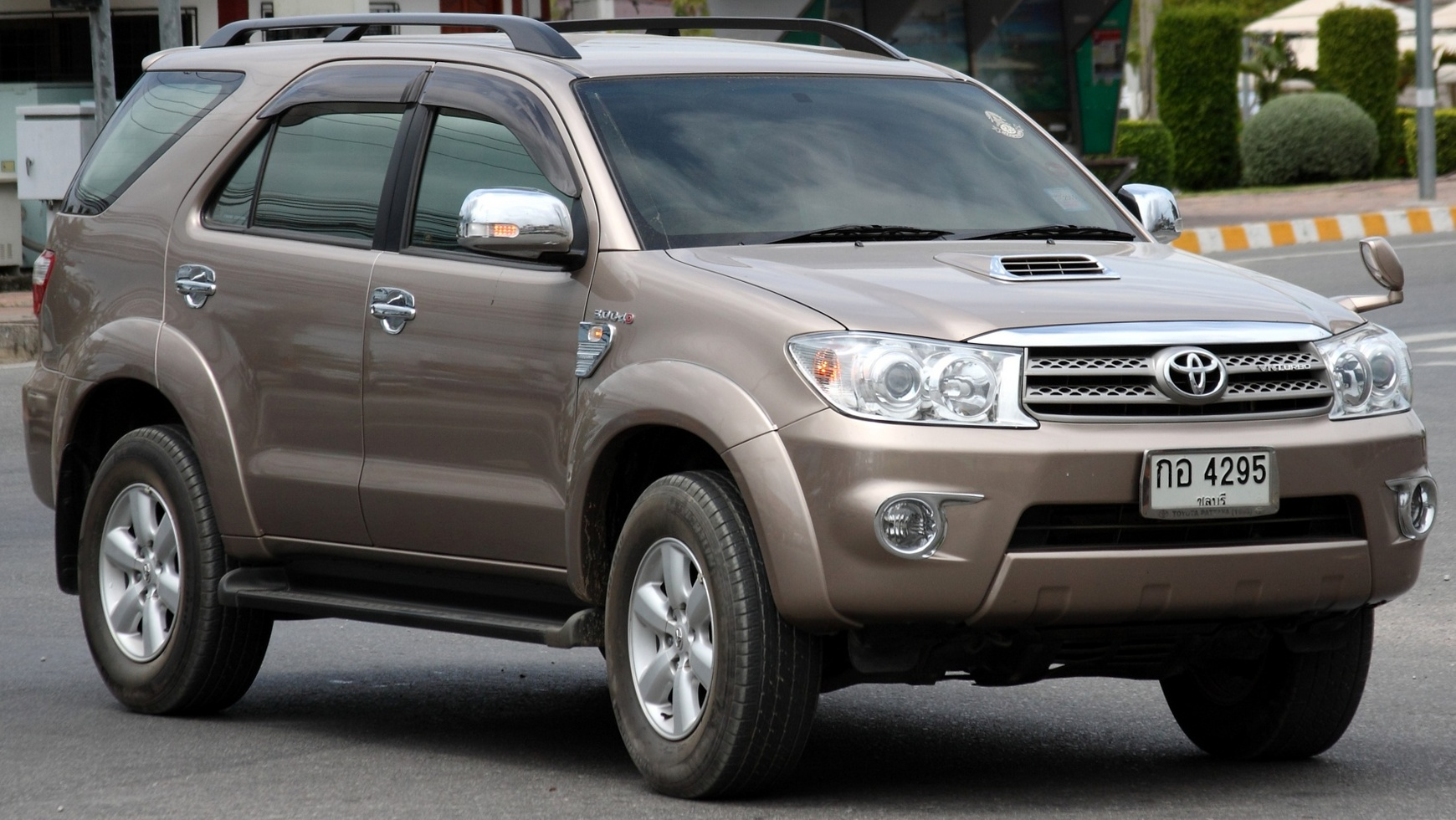
Toyota Fortuner I po pierwszym liftingu

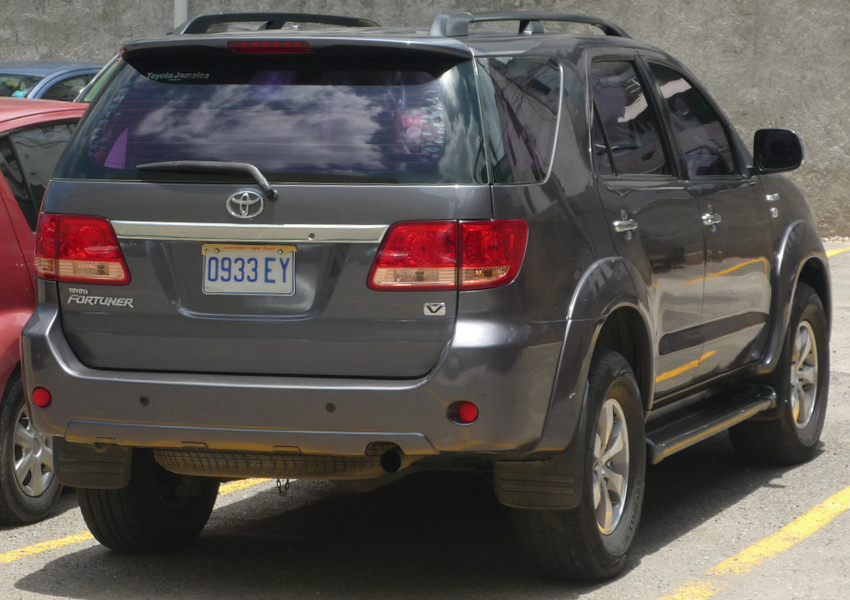
Toyota Fortuner I – tył po pierwszym liftingu

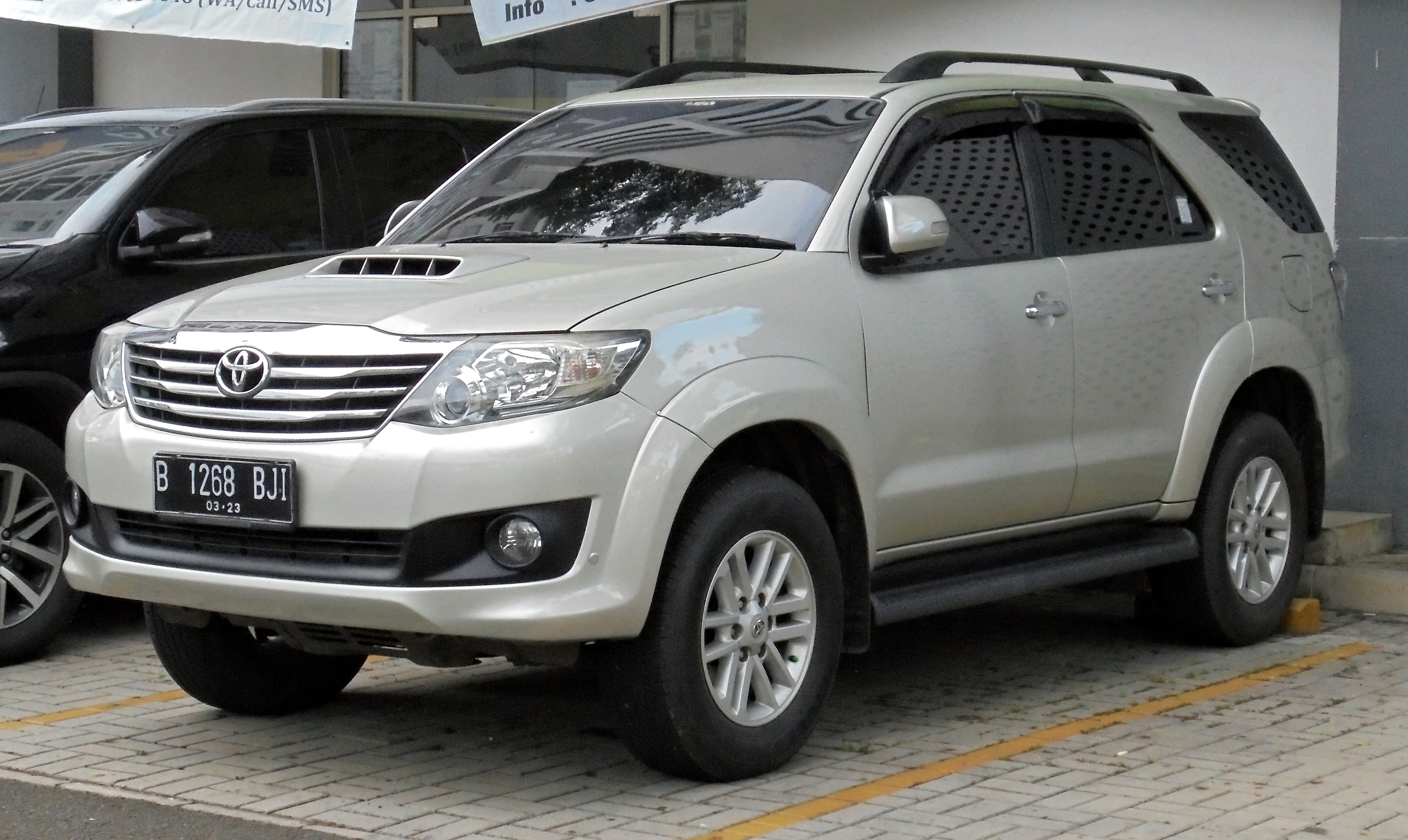
Toyota Fortuner I po drugim liftingu

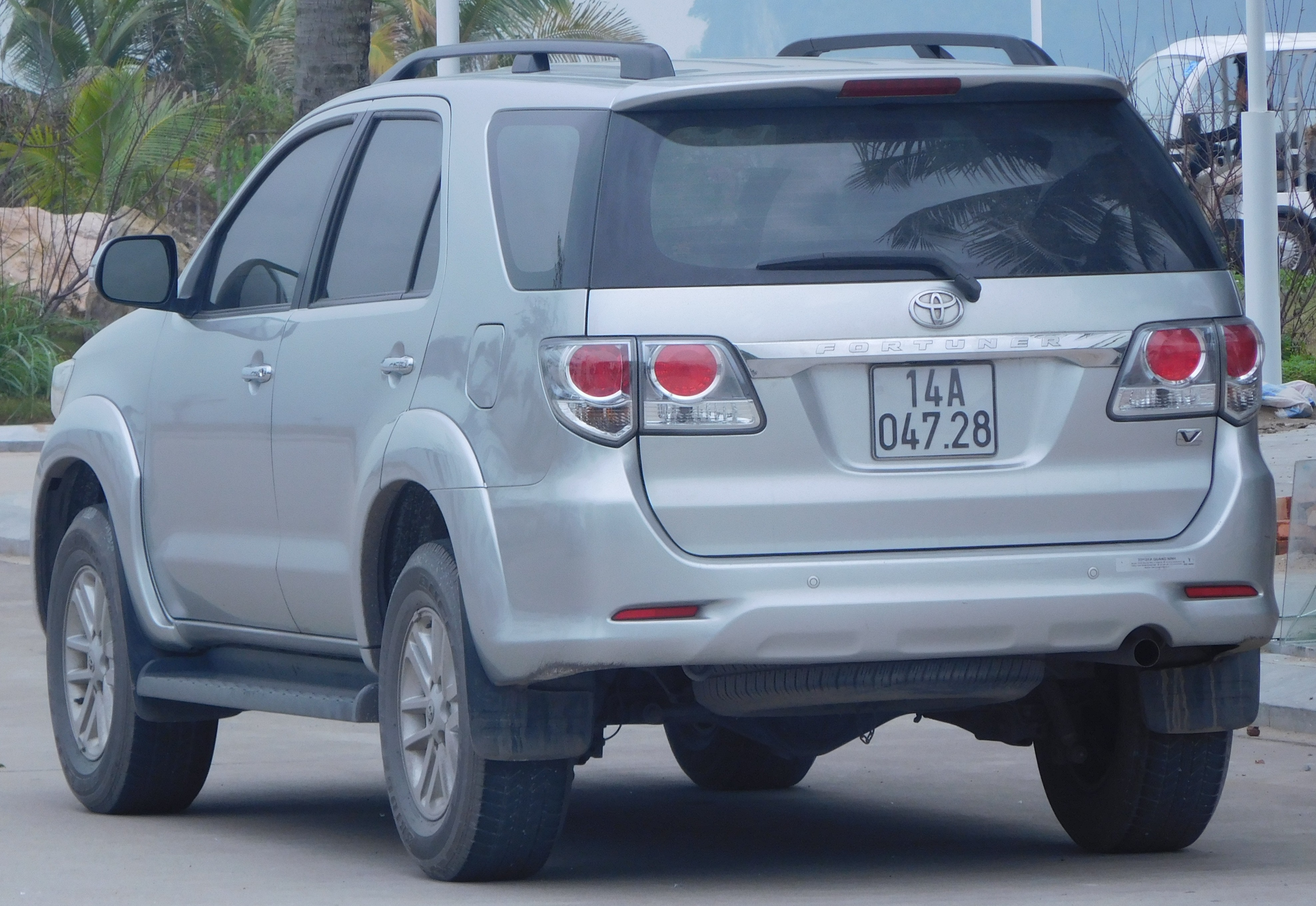
Toyota Fortuner – tył po drugim liftingu

Toyota Fortuner I została zaprezentowana po pierwszy w listopadzie 2004 roku w targach motoryzacyjnych w Tajlandii.
Na początku 2005 roku trafiła do sprzedaży. Konstrukcja samochodu został oparta na Toyocie Hilux i Toyota Innova. Początkowo Fortuner był sprzedawany z 4 róźnymi typami silników.

### Restylizacje
W lipcu 2008 roku samochód przeszedł obszerny lifting. Auto wyposażono w nowe reflektory i kratkę reflektora. Samochód otrzymał nowe światła z tyłu i przodu oraz przebudowany przedni zderzak. W 2011 roku samochód przeszedł drugi lifting, ale mniejszy. Zmieniono m.in. przedni pas, błotnik, maskę, grille, tylne światła, tylny zderzak. Tylne lampy zostały przeprojektowane z przejrzystą obudową, podobną do pierwszej generacji Lexusa RX.

### Dane techniczne (R4 2.7 VVT-i)

#### Silnik
- R4 2,7 l (2694 cm³), 4 zawory na cylinder, DOHC
- Układ zasilania: wtrysk EFi
- Średnica cylindra × skok tłoka: 72,50 × 90,60 mm
- Moc maksymalna: 160 KM (118 kW) przy 5200 obr./min
- Maksymalny moment obrotowy: 241 N·m przy 3800 obr./min

### Dane techniczne (R4 3.0 D4-D)

#### Silnik
- R4 3,0 l (2982 cm³), 4 zawory na cylinder, DOHC, turbo, intercooler
- Układ zasilania: wtrysk bezpośredni common rail
- Średnica cylindra × skok tłoka: 72,50 × 90,60 mm
- Moc maksymalna: 163 KM (120 kW) przy 3400 obr./min
- Maksymalny moment obrotowy: 343 N·m przy 1400-3200 obr./min

## Druga generacja

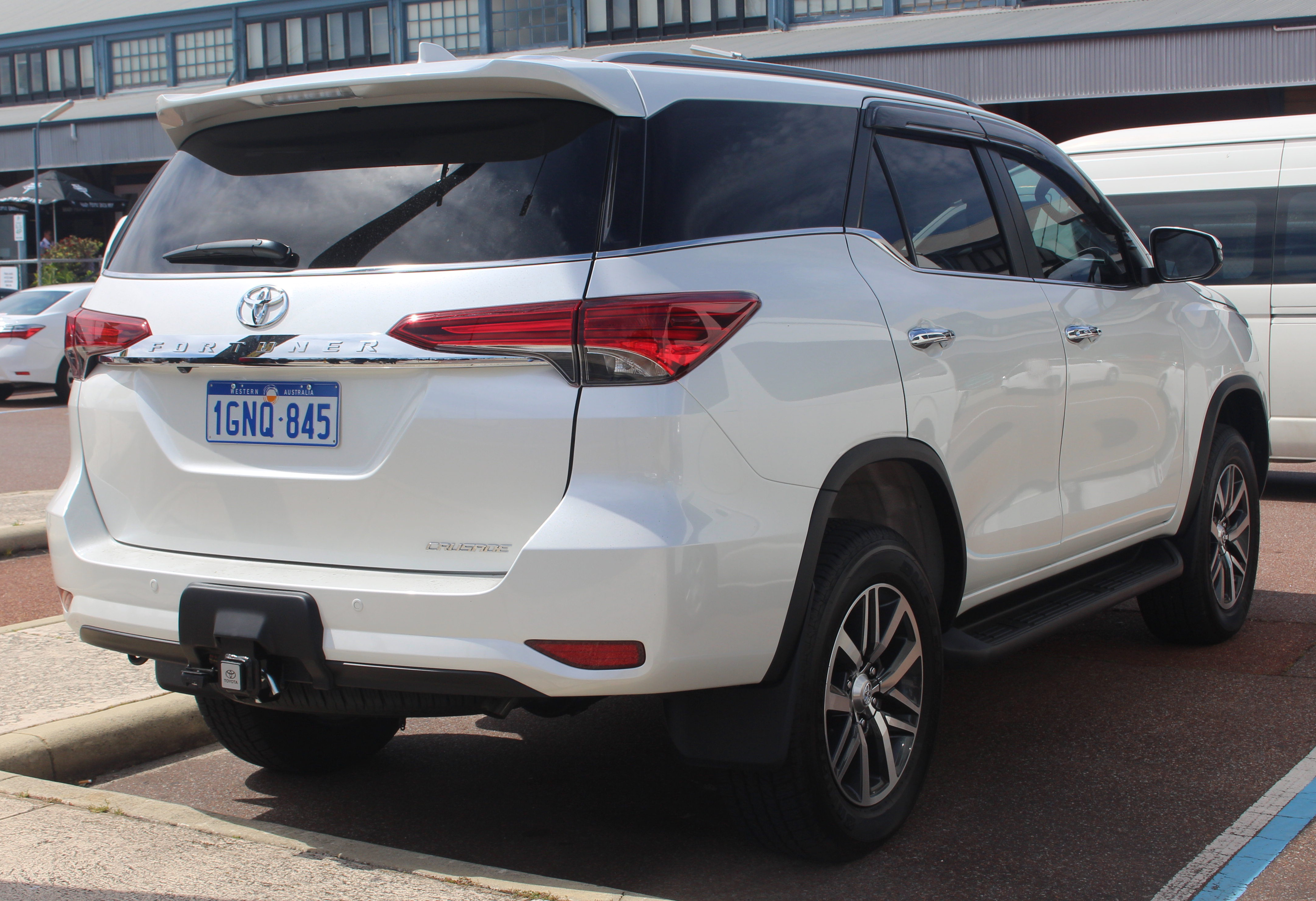
Toyota Fortuner II – tył przed liftingiem

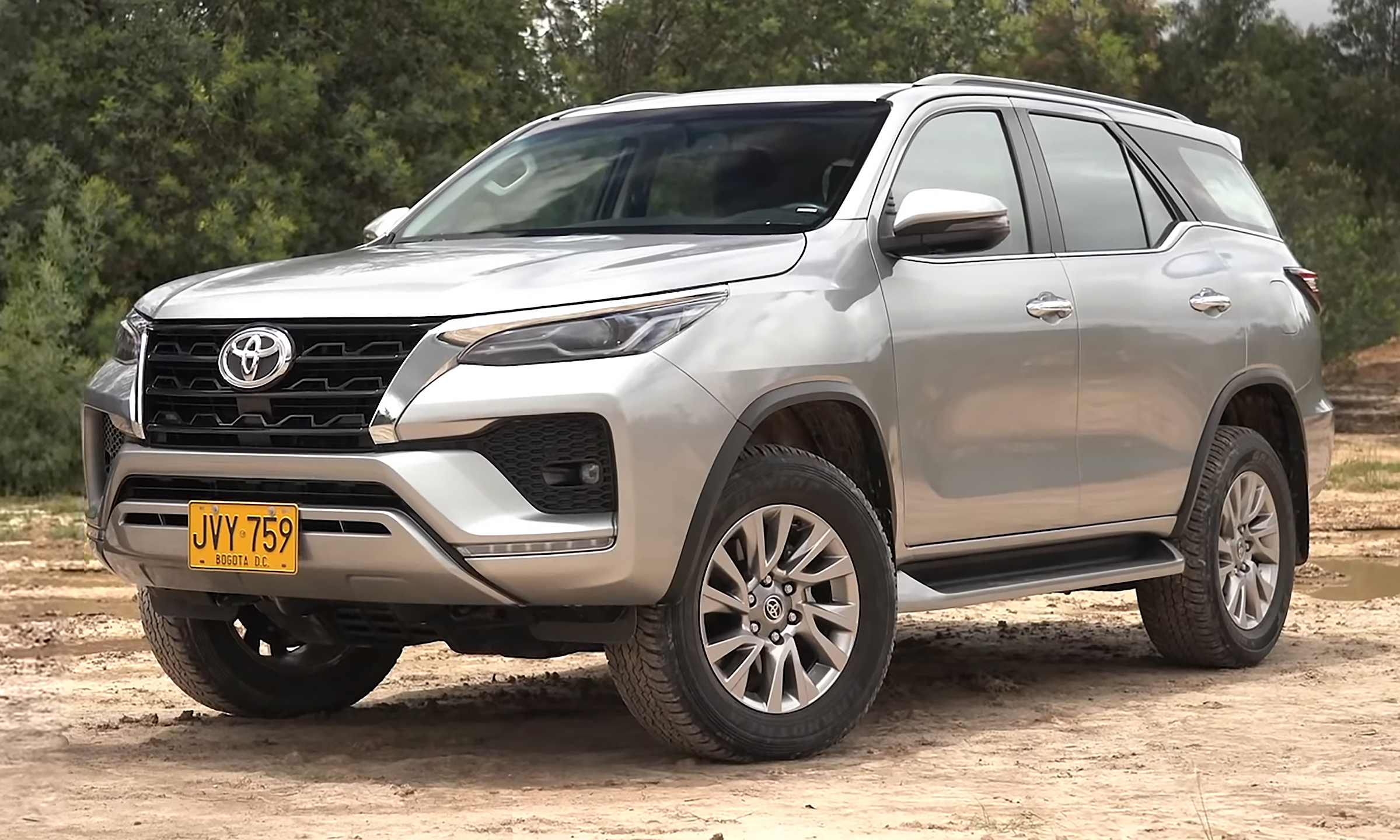
Toyota Fortuner II po liftingu

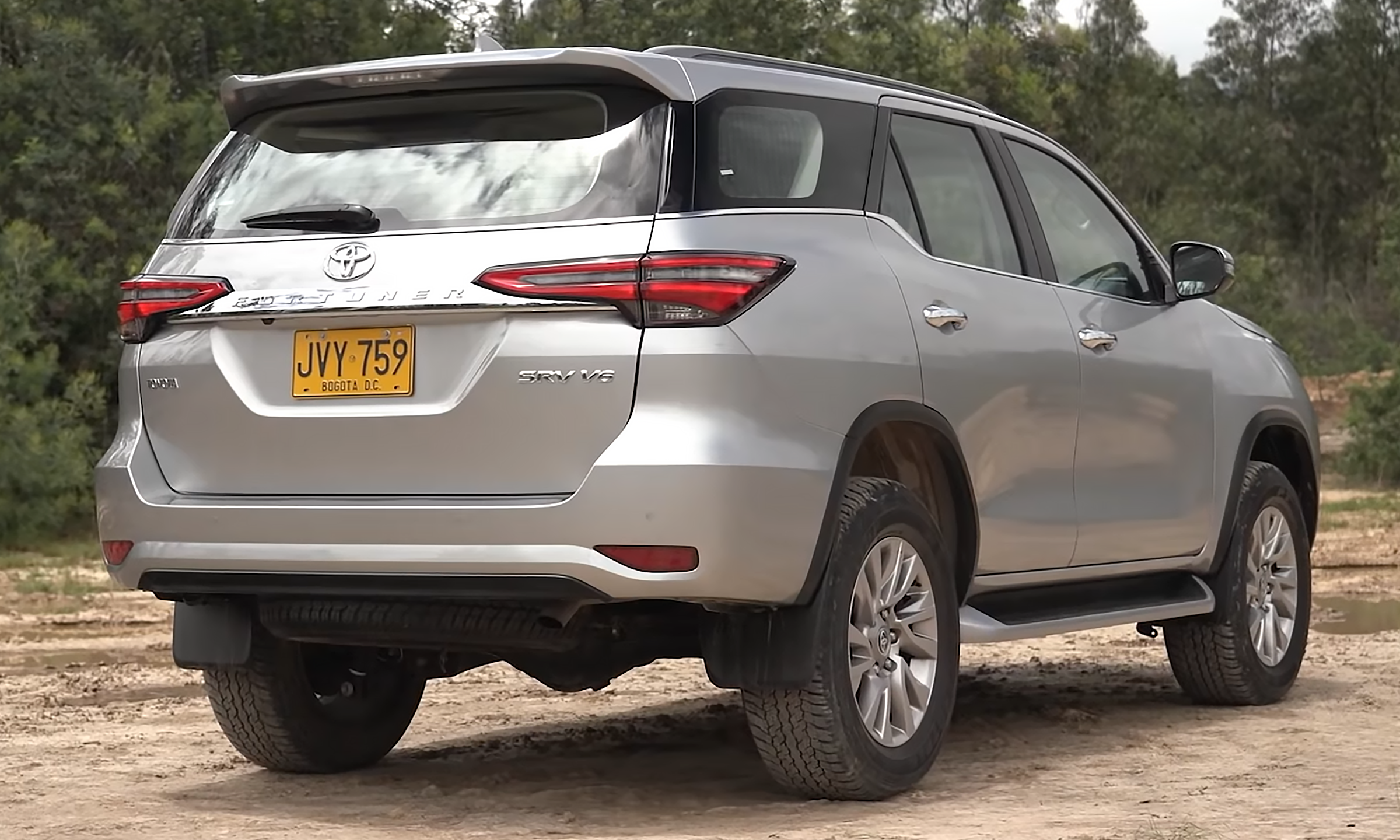
Toyota Fortuner II – tył po liftingu

Toyota Fortuner II została zaprezentowana po raz pierwszy w 2015 roku.
Wraz z Toyotą Hilux wspólnie posiadają język projektowania „Keen Look”, dzielą je linia podwozia, skrzyni biegów i silników, z dwoma nowymi silnikami wysokoprężnymi z serii GD.

### Lifting
W czerwcu 2020 roku auto przeszło gruntowny lifting. 